# 10年桜
「10年桜」（じゅうねんざくら）は、日本の女性アイドルグループ・AKB48の楽曲。楽曲は秋元康により作詞、井上ヨシマサにより作曲されている。2009年3月4日にAKB48のメジャー11作目のシングルとしてキングレコードから発売された。楽曲のセンターポジションは前田敦子と松井珠理奈の2人が務めた。「十年桜」は、誤記。

## 概要
前作『大声ダイヤモンド』から約4か月半ぶりのリリースで、2009年のシングル第1弾。
楽曲は「桜の花びらたち」に続く「桜ソング」のシリーズ第2弾。前作とは異なりアップテンポに仕上がっている。イントロは「仰げば尊し」をアレンジしたものになっている。
楽曲の選抜メンバーにはAKB48のほか、その姉妹グループ・SKE48からも起用されている。楽曲のセンターポジションは前田敦子と松井珠理奈の2人が務めた。
選抜メンバーは前作と同じ20人で、初選抜は4期生の倉持明日香、藤江れいな、そしてSKE48から松井玲奈の3人。4期生の倉持と藤江の2人は5期生より遅い初めての選抜メンバーとなった。松井玲奈はSKE48から2人目の選抜メンバーとなった。選抜復帰のメンバーはゼロで、前作の選抜メンバーのうち、秋元才加、佐藤由加理、そして発売直前の2009年2月27日に卒業した川崎希の3人を除く17人が全員引き続き選抜入りした。
また、発売後の2009年4月に卒業した大島麻衣にとっては、本作が最後のAKB48のシングル選抜入り表題曲となった。
今回の楽曲の衣装は、ダークブルーと青緑の2色を基調としたチェック柄。
楽曲のシングル盤は「通常盤」と「劇場盤」の2種類があり、それぞれのレーベルはYou, Be Cool!/KING RECORDS、NEW KING RECORDSとなっている。「劇場盤」は販路限定盤でサイト「キャラアニ」を通して発売された。「通常盤」のみ楽曲のミュージック・ビデオや特典映像を収録したDVDが付属している。また、特典として「通常盤」（初回プレスのみ）には全国握手会参加券またはプレゼント応募券のいずれか、「劇場盤」には握手会参加券および生写真（チームA・チームK・チームB・研究生・SKE48全員分よりランダムで1枚）が封入されている。
キャッチコピーは「2019年、僕はどこで 何をしているのだろう?」。ニコニコ動画とのコラボレーションで「AKB48×ニコニコ動画 10年桜踊ってみたコンテスト」が2月18日から3月18日まで開催された。
2013年11月9日に「誰かのために」プロジェクトで気仙沼大島を慰問した際、「10年桜」と名前が付けられた桜の苗が、同地の復興を祈って渡辺麻友、横山由依、佐々木優佳里、伊豆田莉奈、大島涼花、森川彩香の訪問した6名のメンバーによって植えられた。
後日譚
楽曲のリリースからちょうど10年後の2019年3月4日、前田敦子が第1子の出産を報告した（夫の勝地涼が公表）。
また3月13日には、東京ドームシティのラクーアガーデンステージで55thシングル『ジワるDAYS』発売記念イベントが開催され、AKB48の選抜メンバー6名が参加したミニライブで同曲も歌唱された。

## アートワーク
| 板野友美   | 大島麻衣   | 大島優子     | 小野恵令奈   | 河西智美   | 柏木由紀 |
| 北原里英   | 倉持明日香 | AKB48 10年桜 | AKB48 10年桜 | 小嶋陽菜   | 指原莉乃 |
| 篠田麻里子 | 高橋みなみ | AKB48 10年桜 | AKB48 10年桜 | 藤江れいな | 前田敦子 |
| 松井珠理奈 | 松井玲奈   | 峯岸みなみ   | 宮崎美穂     | 宮澤佐江   | 渡辺麻友 |

以上は、通常盤『10年桜』におけるジャケット写真のメンバー構成。
| 通常盤 | 『10年桜』選抜メンバー全20名                                                                               |
| 劇場盤 | 板野友美、大島麻衣、大島優子、小野恵令奈、小嶋陽菜、篠田麻里子、高橋みなみ、前田敦子、松井珠理奈、渡辺麻友 |

## チャート成績
AKB48として初めて、販売枚数が10万枚を超えた。オリコン週間チャートでは「大声ダイヤモンド」と並ぶ最高3位だった。
前作『大声ダイヤモンド』（2008年10月発売）が3週間で4万枚の販売実績であったことを踏まえて今作は劇場盤の初回プレス3万枚が用意されたが、3月3日の発売から3日間で3万枚を売りあげ、劇場で品切れを起こす結果となった。

## ミュージック・ビデオ
楽曲のミュージック・ビデオの監督は「桜の花びらたち2008」「大声ダイヤモンド」に続き高橋栄樹が務めている。前作「大声ダイヤモンド」のビデオ同様、架空の「松岡女子高等学校」を舞台とするショートドラマ仕立てで、2009年の卒業式の日に、何も言わずスクールバスから去って行った生徒（高橋みなみ）が、別の生徒（前田敦子）宛に書き残した手紙の最後に記した「もし出来るなら、みんなが私のことを覚えていてくれたら、…10年後にまた会いましょう」という言葉に従って、10年後にあたる2019年に母校に集まろうとする数名の卒業生たちの姿を歌の前後に流し、歌の映像に卒業式の日の回顧シーン映像を織り交ぜるという形になっている。
2019年設定部分の出演者は前述の前田敦子、高橋みなみの他に大島優子、板野友美、小嶋陽菜、渡辺麻友。演じた高橋自身が、自分の「役どころは謎」と語っているが、高橋監督によれば「やってる本人がちょっとわかんなかったりもする」状態に置くことにより「見てる人が自由に解釈できる」ようにしたという意図的なもので、「正解はない」という。
ビデオは「大声ダイヤモンド」と同じ校名の設定ではあるが、前作とは異なり、静岡県西伊豆町の安良里（あらり）漁港・旧安良里小学校・西天城高原をロケ地に、2008年12月24日・25日の2日間にわたりPV撮影が行われた。メジャー作品としては日本で初めて、一眼レフカメラキヤノン EOS 5D Mark IIが使用された。

## メディアでの使用
楽曲は以下のメディアで使用されている。
- 「DMM.com」CMソング
- フジテレビ系「第30回記念まつえレディースハーフマラソン」イメージソング
- 中京テレビ『SAKAE TA☆RO』3月度エンディングテーマ

## シングル収録トラック

### 通常盤
| #         | タイトル                             | 作詞      | 作曲         | 編曲           | 時間  |
| --------- | ------------------------------------ | --------- | ------------ | -------------- | ----- |
| 1.        | 「10年桜」                           | 秋元康    | 井上ヨシマサ | 井上ヨシマサ   | 4:16  |
| 2.        | 「桜色の空の下で」                   | 秋元康    | 上杉洋史     | 野中“まさ”雄一 | 5:21  |
| 3.        | 「10年桜（off vocal ver.）」         |           | 井上ヨシマサ | 井上ヨシマサ   | 4:16  |
| 4.        | 「桜色の空の下で（off vocal ver.）」 |           | 上杉洋史     | 野中“まさ”雄一 | 5:21  |
| 合計時間: | 合計時間:                            | 合計時間: | 合計時間:    | 合計時間:      | 19:13 |

| #  | タイトル                                 | 作詞 | 作曲・編曲 | 監督     |
| -- | ---------------------------------------- | ---- | ---------- | -------- |
| 1. | 「10年桜」                               |      |            | 高橋栄樹 |
| 2. | 「Making of 「10年桜」」                 |      |            |          |
| 3. | 「特典映像1 永久保存版「キスして」映像」 |      |            |          |
| 4. | 「特典映像2 SKE48楽屋盗撮映像」          |      |            |          |

### 劇場盤
| #         | タイトル                             | 作詞      | 作曲         | 編曲           | 時間  |
| --------- | ------------------------------------ | --------- | ------------ | -------------- | ----- |
| 1.        | 「10年桜」                           | 秋元康    | 井上ヨシマサ | 井上ヨシマサ   | 4:16  |
| 2.        | 「桜色の空の下で」                   | 秋元康    | 上杉洋史     | 野中“まさ”雄一 | 5:21  |
| 3.        | 「10年桜（off vocal ver.）」         |           | 井上ヨシマサ | 井上ヨシマサ   | 4:16  |
| 4.        | 「桜色の空の下で（off vocal ver.）」 |           | 上杉洋史     | 野中“まさ”雄一 | 5:21  |
| 合計時間: | 合計時間:                            | 合計時間: | 合計時間:    | 合計時間:      | 19:13 |

## 選抜メンバー
- 板野友美
- 大島麻衣
- 大島優子
- 小野恵令奈
- 河西智美
- 柏木由紀
- 北原里英
- 倉持明日香
- 小嶋陽菜
- 指原莉乃
- 篠田麻里子
- 高橋みなみ
- 藤江れいな
- 前田敦子
- 松井珠理奈 [注釈 4]
- 松井玲奈 [注釈 4]
- 峯岸みなみ
- 宮崎美穂
- 宮澤佐江
- 渡辺麻友

## 収録アルバム
- 神曲たち
- 0と1の間